# NGC 2439
NGC 2439 is een open sterrenhoop in het sterrenbeeld Achtersteven. Hij werd op 28 januari 1835 ontdekt door de Britse astronoom John Herschel. Vanwege de eigenaardige vorm ervan kreeg deze open sterrenhoop in astronomische middens de bijnaam Bold Arrow Cluster. In NGC 2439 is de variabele ster R Puppis te vinden .
NGC 2439 klimt tijdens de culminatie, vanuit de Benelux gezien, tot 7 graden boven de zuidelijke horizon.

## Synoniemen
- OCL 688
- ESO 429-SC11